# 椒金山街道
椒金山街道，是中华人民共和国辽宁省大連市甘井子區下辖的一个乡镇级行政单位。

## 行政区划
椒金山街道下辖以下地区：
金茂社区、金源社区、金峰社区、金旺社区、矿北社区、椒东社区、椒北社区、椒中社区、龙江社区、金龙社区、金泉社区、金荣社区、金山社区和金成社区。